# 262 Fifth Avenue
262 5th Avenue är en framtida skyskrapa som ligger utmed Fifth Avenue på Manhattan i New York, New York i USA.
Byggnaden började byggas 2022 och planeras stå färdig 2025 som en fastighet för bostäder. Den är 262,1 meter hög och har 54 våningar.